# Kp. Bluwo Sremped
Kp. Bluwo Sremped är en bondby i Indonesien.   Den ligger i provinsen Jawa Barat, i den västra delen av landet, 40 km öster om huvudstaden Jakarta. Kp. Bluwo Sremped ligger 100 meter över havet och antalet invånare är 300.
Terrängen runt Kp. Bluwo Sremped är huvudsakligen mycket platt. Kp. Bluwo Sremped ligger uppe på en höjd. Kp. Bluwo Sremped är den högsta punkten i trakten. Runt Kp. Bluwo Sremped är det mycket tätbefolkat, med 2 614 invånare per kvadratkilometer. Närmaste större samhälle är Rengasdengklok, 10,1 km öster om Kp. Bluwo Sremped. Trakten runt Kp. Bluwo Sremped består till största delen av jordbruksmark.